# Winand Timmermans
Winand Timmermans (Maaseik, 28 augustus 1859 - aldaar, 13 september 1931) was een Belgisch politicus voor de Katholieke Partij.

## Levensloop
Timmermans was burgemeester van Maaseik vanaf 1921 tot zijn dood in 1931.
Timmermans was de eerste stationschef in Maaseik. Hij was stichter en voorzitter van de plaatselijk Bond der Kroostrijke Gezinnen, voorzitter van het plaatselijk Rode Kruis en voorzitter van de samenwerkende maatschappij Ons Dak.